# Adolf Jełowicki
Adolf Marian Jełowicki (ur. 20 kwietnia 1841 w Woskodawach na Wołyniu, zm. 13 października  1898 tamże) – polski przedstawiciel nauk rolniczych, doktor filozofii na Uniwersytecie w Heidelbergu, wiceprezes Wileńskiego Towarzystwa Rolniczego.
Syn Edwarda i Felicji Agnieszki Dąbrowskiej. Najprawdopodobniej urodził się w Woskodawach. W spadku po stryju Juliuszu, otrzymał majątek Aresztów. Ożenił się w 1863 z Janiną ks. Czetwertyńską z Antopola na Wołyniu. Owdowiał już dwa lata później. Aresztów, jako miejsce, w którym w tragicznych okolicznościach stracił pierworodnego syna i wkrótce żonę, sprzedał na licytacji Rosjance Bielenko. Sprzedał też odziedziczony po żonie Antopol Józefowi Jaroszyńskiemu, który uzyskał od cara Aleksandra II prawo nabywania majątków, pomimo ogólnego zakazu obowiązującego od 1865r.
Sprzedając Antopol, wszystkie cenniejsze meble i dzieła sztuki, które się tu znajdowały Adolf Jełowicki prawdopodobnie wywiózł do pozostałych majątków. Rozpoczął studia rolnicze na Uniwersytecie w Heidelbergu, gdzie uzyskał stopień doktora filozofii.
Po powrocie do kraju ożenił się powtórnie z Jadwigą Tyszkiewiczówną z Birży i przeniósł się do dóbr posagowych żony Czeresy - Siedliszcze, położonych na ziemi witebskiej, gdzie wkrótce dał się poznać jako postępowy naówczas rolnik.
Będąc wiceprezesem Towarzystwa Witebskich Rolników i Wileńskiego Towarzystwa Rolniczego, organizował wystawy przemysłowo-rolnicze w Wilnie oraz brał udział w podobnych pokazach w Warszawie (w latach 1883–1886), wystawiając w Polsce, jako jeden z pierwszych, produkowane w swoich gospodarstwach masło i sery. Artykuły te eksportował również do Anglii.
Widząc w mleczarstwie drogę do zwiększenia opłacalności gospodarstw rolnych, wygłaszał na ten temat odczyty oraz wydał w 1889 obszerną pracę "Mleczarstwo". Był też autorem projektu założenia szkoły mleczarskiej w Puławach. Na łamach "Gazety Rolniczej" ogłosił wiele artykułów na tematy związane z hodowlą zwierząt. Pod koniec życia (1890) powrócił na Wołyń, otrzymawszy w spadku po siostrze Anastazji Dzieduszyckiej, rodzinny majątek Woskodawy, w którym pod koniec XIX w. odrestaurował i przebudował założoną przez ojca Edwarda Jełowickiego rezydencję.
Był działaczem w Delegacjach Sędziów, sprawozdawcą piszącym oceny poszczególnych działów wystaw oficjalnych. Zapraszano go jako rzeczoznawcę do komisji sędziowskich. W 1883 odbył podróż na Śląsk Cieszyński w celu zwiedzenia obór arcyksięcia Albrechta Habsburga. Przewodniczył obradom Delegacji Sędziów podczas wystaw w 1884 i 1886.
Ożeniony z Janiną ks. Czetwertyńską (ur. 1840, zm. marzec 1866).
Powtórnie ożenił się w  1868 z Jadwigą hr. Tyszkiewiczówną z Birży (ur. 1857, zm. 1879). Z pierwszą żoną miał syna Alfreda, zmarłego w dzieciństwie, z drugą córki Marię (żona Adama Jana Lubomirskiego) i Jadwigę (żona Stanisława  Lubomirskiego).